# Plesiochrone Digitale Hierarchie
Die Plesiochrone Digitale Hierarchie (PDH) (griech. plesio „fast, beinahe“; chronos „Zeit“) ist eine international standardisierte Technik zum Multiplexen digitaler Datenströme, die über Weitverkehrsstrecken übertragen werden. Die Datenströme müssen annähernd synchron sein; üblich ist eine Abweichung ihrer Taktrate von maximal 50 ppm.
Heute wird diese Technik fast nur noch bei Datenübertragungsraten bis zu 45 Mbit/s verwendet. Höhere Datenübertragungsraten werden mit der leistungsfähigeren Multiplextechnik der Synchronen Digitalen Hierarchie (SDH) übertragen. Grundlegender Unterschied sind die Verfahren, mit denen die unterschiedlichen Taktraten ausgeglichen werden:
- die PDH-Technik arbeitet mit der „Stopftechnik“
- die SDH-Technik mit Pointern.

Die Stopftechnik besteht darin, dass mit Hilfe zusätzlicher Stopf- oder Füllbits, die an genau definierten Stellen im Signal eingefügt bzw. herausgenommen werden, die variierenden Bitraten der Datenströme ausgeglichen werden. Würde das nicht gemacht, kann Bitschlupf auftreten, die beim Empfänger zu schwerwiegenden Fehlern wegen der Fehlinterpretation ganzer Bitfolgen führen könnten.
Die Stopftechnik hat den Nachteil, dass der Zugriff auf einen Datenstrom der untersten Multiplex-Ebene erst möglich ist, wenn vorher alle höher gemultiplexten Datenströme demultiplext und die Stopfbits entfernt wurden. Dies erfordert aufwändige Hardwarelösungen und somit kostenintensive PDH-Netzwerkkomponenten bzw. auch koppelnde Zwischenstationen, welche unterschiedliche Datenraten ermöglichen. Bei SDH dagegen ist mit Hilfe von Pointern ein direkter Zugriff auf die Datenströme der verschiedenen Multiplex-Ebenen möglich.
Die PDH-Technik lässt sich in Verbindung mit allen üblichen Übertragungstechniken einsetzen, z. B. auf Leitungen (Doppelader, Koaxialkabel, Lichtwellenleiter), Richtfunkstrecken oder Satellitenstrecken.
Die Netze der meisten weltweit agierenden Telefongesellschaften basieren auf PDH- und SDH-Technik. Aufgrund der gestiegenen Bitraten (üblich Gbit/s) wurde die PDH-Technik vielfach durch die SDH-Technik ersetzt, sie wird aber insbesondere in der „letzten Meile“ nach wie vor eingesetzt. So basierte z. B. der ISDN-Primärmultiplexanschluss mit 30 Nutzkanälen (je 64 kbit/s = 1920 kbit/s) auf der Bitrate E1 (2 Mbit/s). Die Bitrate E2 erlangte nur geringe Verbreitung. Die Bitrate E3 (34 Mbit/s) wird verwendet, um z. B. Firmenstandorte über große Entfernungen hinweg zu verbinden, indem man bei einer Telefongesellschaft eine entsprechende Leitung mietet. Die Bitraten E4 und E5 wurden fast ausschließlich innerhalb großer Telefonnetze eingesetzt.
In Europa, den USA und Japan wurden verschiedene Standards entwickelt. Deswegen ist bei interkontinentaler Übertragung in PDH-Technik ein „Umpacken“ der gemultiplexten Datenströme erforderlich. Diese Notwendigkeit besteht bei SDH-Technik nicht.
| Ebene | Europa  | Europa | Europa      | Europa      | Europa      | Nordamerika | Nordamerika | Japan   | Japan       |
| Ebene | Mbit/s  | ppm    | Rahmenlänge | Rahmendauer | Bezeichnung | Mbit/s      | Bezeichnung | Mbit/s  | Bezeichnung |
| ----- | ------- | ------ | ----------- | ----------- | ----------- | ----------- | ----------- | ------- | ----------- |
| 1     | 2,048   | ±50    | 256 bit     | 125,0 µs    | E1, PCM30   | 1,544       | T1          | 1,544   | J1          |
| 2     | 8,448   | ±30    | 848 bit     | 100,37 µs   | E2, PCM120  | 6,312       | T2          | 6,312   | J2          |
| 3     | 34,368  | ±20    | 1536 bit    | 44,6927 µs  | E3, PCM480  | 44,736      | T3          | 32,064  | J3          |
| 4     | 139,264 | ±15    | 2928 bit    | 21,024 µs   | E4, PCM1920 | 274,176     | T4          | 97,728  | J4          |
| 5     | 564,992 | ±15    | 2688 bit    | 4,7575 µs   | E5, PCM7680 |             |             | 397,200 | J5          |

Die elektrischen Schnittstellen von Leitungen, die PDH-strukturierten Datenverkehr übertragen, wurden von der ITU-T in der Empfehlung G.703 standardisiert, die Multiplextechnik in G.732, G.742 und G.751.